# Дел Стівенс
Дел Стівенс (31 грудня 1911 , Блейніd, Новий Південний Вельс  — 16 червня 1997 або 15 червня 1997 , Сідней ) — австралійський письменник.

## Біографія
Народився в 1911 році.
У літературу ввійшов у 1930-х як новеліст, що тяжіє до сатиричного осмислення дійсності, який розвиває традиції австралійського фольклору.
У 1939—42 роках працював у сіднейській газеті «Дейлі телеграф».
Після служби в армії під час війни, у період 1944—49 років працював у Австралійському бюро новин та інформації.
До 1950 року був прес-аташе «Австралійського Дому» в Лондоні (Велика Британія). Був головою-засновником Австралійського Товариства авторів (англ. Australian Society of Authors) у 1963 році.
Відомий і як любитель-природознавець. Від 1974 року він присвячував значну частину часу малюванню.
Стівенс здобув австралійську літературну Премію Майлз Франклін (Miles Franklin Award) за найкращий австралійський роман у 1970 році за A Horse of Air («Повітряний кінь»), став лауреатом премії Патріка Вайта (1981).